# Паметник на Иларион Макариополски
Паметникът на Иларион Макариополски се намира в градинката пред Синодалната палата в София.
Основният камък на паметника е положен тържествено на 21 юни 1925 г., в присъствието на министър-председателя Александър Цанков и кмета на София Георги Маджаров. Изработен е чрез конкурс от комитет, ръководен от скулптора Александър Андреев. Направен е от бял врачански камък, като на лицевата му страна е поставен бронзов барелеф с надпис: „Иларионъ Макариополски * 1812 6 септ † 4 юний 1875 г.“. Паметникът е завършен през 1925 г.